# Andrej Desjatnikov
Andrej Valer'evič Desjatnikov (in russo Андрей Валерьевич Десятников?; Vladivostok, 4 maggio 1994) è un cestista russo.

## Carriera
Con la Russia ha disputato i Campionati europei del 2015.

## Palmarès
- Coppa di Russia: 1

Samara: 2021-22